# غانثر باومان
غانثر باومان (بالألمانية: Gunther Baumann) (19 يناير 1921 بلايبزيغ في ألمانيا - 7 فبراير 1998) هو مدرب كرة قدم ولاعب كرة قدم ألماني في مركز الوسط. شارك مع منتخب ألمانيا لكرة القدم. أما مع النوادي، فقد لعب مع شتوتغارت كيكرز ولوكوموتيف لايبزيغ ونادي شتوتغارت ونادي نورنبرغ وهانوفر 96.

## وصلات خارجية
- غانثر باومان على موقع قاعدة بيانات كرة القدم.إي يو (الإنجليزية)
- غانثر باومان على موقع بيانات كرة القدم. دي إي (الألمانية)
- غانثر باومان على موقع ناشيونال فوتبول تيمز (الإنجليزية)
- غانثر باومان على موقع عالم كرة القدم.نت (الإنجليزية)